# Stefan Dott
Stefan Dott (ur. 27 września 1969 w Koblencji) – niemiecki judoka. Dwukrotny olimpijczyk. Zajął piąte miejsce w Barcelonie 1992 i w Atlancie 1996. Walczył w wadze lekkiej i półśredniej.
Uczestnik mistrzostw świata w 1995. Startował w Pucharze Świata w latach 1991–1993, 1995 i 1996. Mistrz Europy w 1991; piąty w 1994. Triumfator wojskowych MŚ w 1990. Trzeci na akademickich MŚ w 1994 roku.

## Letnie Igrzyska Olimpijskie 1992
| Konkurencja | Rundy eliminacyjne     | Rundy eliminacyjne      | Rundy eliminacyjne     | Finały                 | Finały              | Klas. końcowa |
| Konkurencja | Przeciwnik I           | Przeciwnik II           | Przeciwnik III         | Półfinał               | O 3 miejsce         | Miejsce       |
| ----------- | ---------------------- | ----------------------- | ---------------------- | ---------------------- | ------------------- | ------------- |
| 71 kg       | Lusambu Mafuta (ZAI) Z | Bruno Carabetta (FRA) Z | Jorma Korhonen (FIN) Z | Toshihiko Koga (JPN) P | Oren Smadża (ISR) P | 5.            |

## Letnie Igrzyska Olimpijskie 1996
| Konkurencja | Rundy eliminacyjne  | Rundy eliminacyjne  | Rundy eliminacyjne     | Finały                | Finały                    | Klas. końcowa |
| Konkurencja | Przeciwnik I        | Przeciwnik II       | Przeciwnik III         | Półfinał              | O 3 miejsce               | Miejsce       |
| ----------- | ------------------- | ------------------- | ---------------------- | --------------------- | ------------------------- | ------------- |
| 78 kg       | Ricky Dixon (NCA) Z | Johan Laats (BEL) Z | Iraklı Uznadze (TUR) Z | Djamel Bouras (FRA) P | Soso Liparteliani (GEO) P | 5.            |